# Skaftmussla
Skaftmussla (Nuculana pernula) är en musselart som först beskrevs av Müller 1779.  Skaftmussla ingår i släktet Nuculana och familjen tandmusslor. Arten är reproducerande i Sverige. Inga underarter finns listade i Catalogue of Life.